# Giovanni Bettinelli
Giovanni Bettinelli (Cavarzere, 5 de març de 1935 - Cusano, 5 de juliol de 2000) va ser un ciclista italià que fou professional entre 1960 i 1970.

## Palmarès
- 1958
  - 1r a la Targa D'Oro Città di Legnano
  - 1r al Gran Premi Somma
- 1961
  - 1r a la Coppa Agostoni

### Resultats al Tour de França
- 1962. 88è de la Classificació general

### Resultats al Giro d'Itàlia
- 1960. 77è de la Classificació general
- 1961. 87è de la Classificació general
- 1962. 36è de la Classificació general